# 2020 en jeu vidéo
Cet article présente les faits marquants de l'année 2020 concernant le jeu vidéo.

## Événements
- 12 février : Sortie au cinéma, en France, de Sonic, le film, adaptation cinématographique de la série de jeux Sonic the Hedgehog.
- 11 mars : Dan Houser, cofondateur de Rockstar Games et producteur exécutif de la série de jeux Grand Theft Auto, quitte l'entreprise.
- 22 juin : Rachat par Oculus VR, filiale de Facebook, du studio américain Ready at Dawn Studios.
- 25 juin : Focus Home Interactive annonce l'acquisition du studio allemand de développement Deck13 Interactive pour la somme de 7,1 millions d'euros.
- 17 septembre : Nintendo annonce la fin de la production de tous les modèles de Nintendo 3DS.
- 10 novembre : Sortie mondiale de la Xbox Series.
- 12 novembre : Sortie de la PlayStation 5 en Amérique du Nord et au Japon.
- 19 novembre : Sortie de la PlayStation 5 dans le reste du monde[1].

### Salons et manifestations
En raison de la pandémie de Covid-19, de nombreux salons tels que l'E3 de Los Angeles, la Gamescom à Cologne ou la PGW à Paris sont annulés,.
- 28 février au 1er mars : Japan Expo Sud à Marseille

## Jeux notables
Les jeux suivants sont sortis en 2020,,, : 
- Animal Crossing: New Horizons (Nintendo Switch)
- Assassin's Creed Valhalla (PC, PS4, PS5, Xbox One, Xbox Series)
- BioShock: The Collection (Nintendo Switch)
- Crusader Kings 3 (PC)
- Cyberpunk 2077 (PC, PS4, Xbox One)
- Death Come True (Android, iOS, Nintendo Switch, PlayStation 4, Windows)
- Death Stranding (PC)
- Demon's Souls (PS5)
- DiRT 5 (PC, PS4, PS5, Xbox One, Xbox Series, Stadia)
- Doom Eternal (PC, PS4, PS5, Xbox One, Xbox Series, Nintendo Switch, Stadia)
- Final Fantasy VII Remake (PS4)
- Genshin Impact (PC, PS4, Android, iOS)
- Ghost of Tsushima (PS4)
- Godfall (PC, PS5)
- Hades (PC, Nintendo Switch)
- Half-Life: Alyx (PC)
- Hyrule Warriors : L'Ère du Fléau (Nintendo Switch)
- Marvel's Avengers (PC, PS4, Xbox One, Stadia)
- Marvel's Spider-Man: Miles Morales (PS4, PS5)
- Microsoft Flight Simulator 2020 (PC, Xbox One)
- Minecraft: Dungeons (PC, PS4, Xbox One, Nintendo Switch)
- Ori and the Will of the Wisps (PC, Xbox One)
- Paper Mario: The Origami King (Nintendo Switch)
- Pikmin 3 Deluxe (Nintendo Switch)
- Pokémon Donjon Mystère : Équipe de Secours DX (Nintendo Switch)
- Resident Evil 3 (PC, PS4, Xbox One)
- SpongeBob SquarePants: Battle for Bikini Bottom - Rehydrated (PS4, Nintendo Switch, Xbox One)
- Super Mario 3D All Stars (Nintendo Switch)
- The Last of Us Part II  (PS4)
- Warcraft III: Reforged (PC)
- Watch Dogs: Legion (PC, PS4, Xbox One, Stadia)
- Xenoblade Chronicles: Definitive Edition (Nintendo Switch)

### Premier trimestre
| Mois          | Jour | Région                | Titre                            | Plates-formes                                     | Réf. |
| J A N V I E R | 9    | Sortie européenne     | AO Tennis 2                      | Nintendo Switch, PlayStation 4, Windows, Xbox One |      |
| J A N V I E R | 9    | Sortie internationale | Monster Hunter World: Iceborne   | Windows                                           |      |
| J A N V I E R | 11   | Sortie internationale | Deep the Game                    | Android, Windows                                  |      |
| J A N V I E R | 14   | Sortie internationale | Atelier Dusk Trilogy Deluxe Pack | Nintendo Switch, PlayStation 4, Windows           |      |
| J A N V I E R | 15   | Sortie internationale | Puzzle & Dragons Gold            | Nintendo Switch                                   |      |
| J A N V I E R | 16   | Sortie japonaise      | Kandagawa Jet Girls              | PlayStation 4                                     |      |
| J A N V I E R | 16   | Sortie japonaise      | Yakuza: Like a Dragon            | PlayStation 4                                     |      |

## Récompenses
| Catégorie/Organisation         | Japan Game Awards 2020 Septembre 2020 | The Game Awards 2020 10 décembre 2020                     | British Academy Games 2020 25 mars 2021                   | DICE Awards 2020 22 avril 2021                                                 | Game Developers Choice 2020 21 juillet 2021 |
| ------------------------------ | ------------------------------------- | --------------------------------------------------------- | --------------------------------------------------------- | ------------------------------------------------------------------------------ | ------------------------------------------- |
| Jeu vidéo de l'année           | Animal Crossing: New Horizons         | The Last of Us Part II                                    | Hades                                                     | Hades                                                                          | Hades                                       |
| Meilleur jeu mobile            | Dragon Quest Walk                     | Among Us                                                  | NC                                                        | Legends of Runeterra                                                           | Genshin Impact                              |
| Meilleur jeu VR/AR             | NC                                    | Half-Life: Alyx                                           | NC                                                        | Half-Life: Alyx                                                                | Half-Life: Alyx                             |
| Meilleure direction artistique | NC                                    | Ghost of Tsushima                                         | Hades                                                     | Ghost of Tsushima                                                              | Ghost of Tsushima                           |
| Meilleur design audio          | NC                                    | The Last of Us Part II                                    | Ghost of Tsushima                                         | Ghost of Tsushima                                                              | Hades                                       |
| Meilleure musique              | NC                                    | Final Fantasy VII Remake                                  | Marvel's Spider-Man: Miles Morales                        | Ghost of Tsushima                                                              | Hades                                       |
| Meilleure performance d'acteur | NC                                    | Laura Bailey pour le rôle d'Abby (The Last of Us Part II) | Laura Bailey pour le rôle d'Abby (The Last of Us Part II) | Nadji Jeter pour le rôle de Miles Morales (Marvel's Spider-Man: Miles Morales) | NC                                          |
| Meilleure narration            | NC                                    | The Last of Us Part II                                    | Hades                                                     | The Last of Us Part II                                                         | The Last of Us Part II                      |
| Meilleure réalisation          | Baba Is You                           | The Last of Us Part II                                    | Hades                                                     | Hades                                                                          | Hades                                       |